# 縮瞳

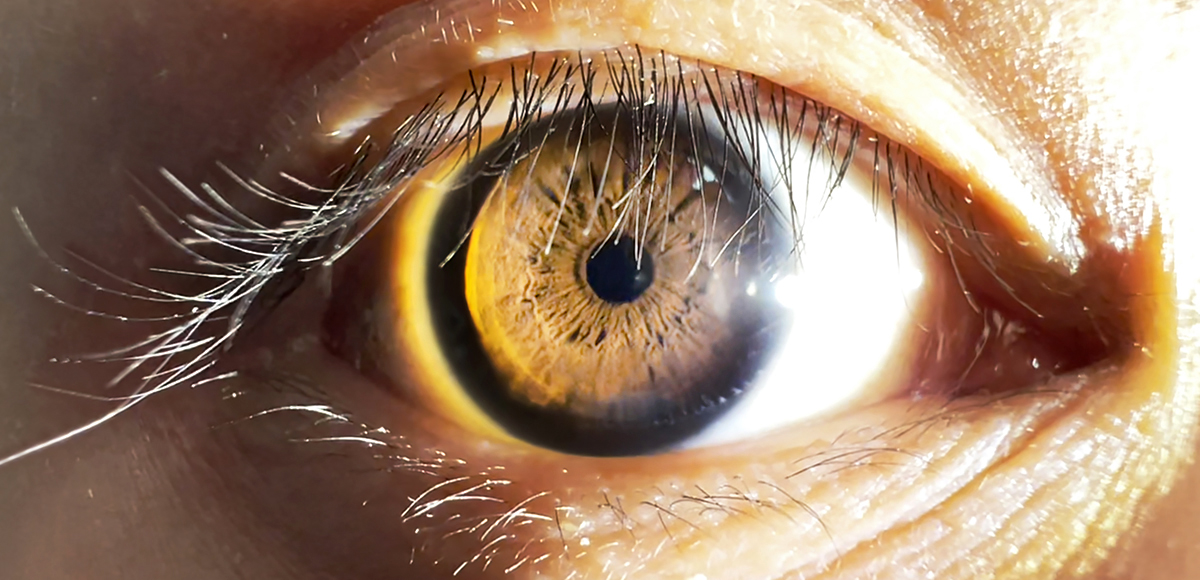
明るい光下での縮瞳、直径2.3mm

縮瞳（しゅくどう、英語: miosis）とは医学において、疾患や薬物、外傷によって瞳孔が過度に縮小する現象である。瞳孔は普通日向では収縮、暗闇の下で拡大するが、縮瞳の瞳孔は暗闇の下でも過度に狭まったままである。別名、瞳孔括約ともいう。一方、瞳孔の弛緩は散瞳である。

## メカニズム
瞳孔の大きさを調節する虹彩に関わる筋肉の形には2種類あり、円形と放射状である。前者は副交感神経系に、後者は交感神経系に刺激を受ける。α1アドレナリン受容体の交感神経刺激によって放射状筋肉、瞳孔散大筋の収縮が起こり、瞳孔が散大する。一方副交感神経刺激で円形筋肉、瞳孔括約筋の収縮が起こり、瞳孔が収縮する。
縮瞳の原因はこの刺激の際に使われる物質による。大抵は、瞳孔散大を引き起こす眼への交感神経の断絶か副交感神経系の過敏のいずれかである。

## 縮瞳薬
miotics（縮瞳薬）は瞳孔収縮を誘引する物質である。ピロカルピン、アセチルコリン、フィゾスチグミン、エゼリン、モルフィンなどの薬剤は医学において使用され、網膜や他の眼深部構造の診断や無痛性毛様体痙攣の緩和を可能にする。